# Sarcófago de Junio Baso

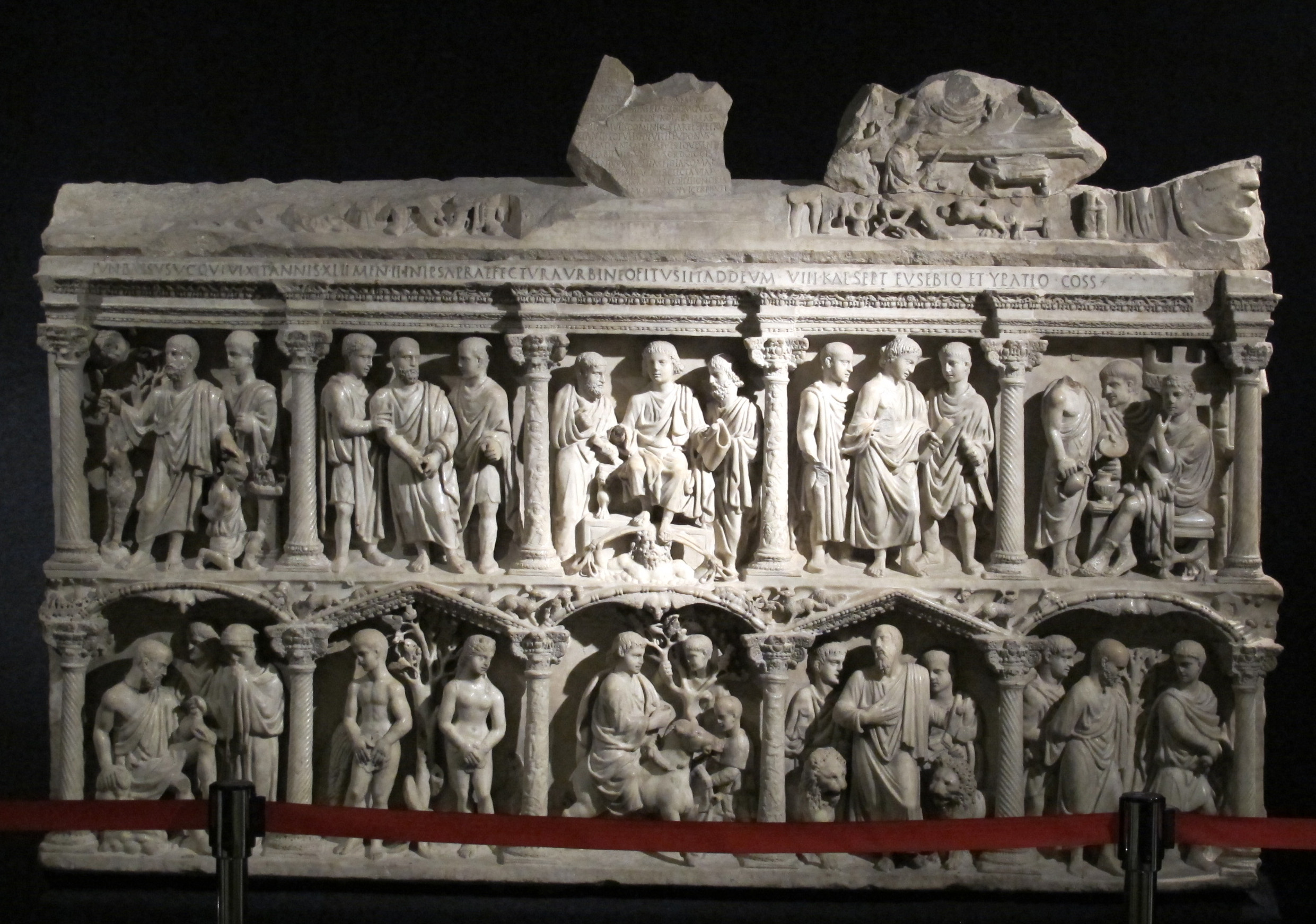
Sarcófago de Junio Baso. Museo del tesoro di San Pietro, Roma.

El sarcófago de Junio Baso es un sarcófago paleocristiano de mediados del siglo IV conservado en Roma. Es el más famoso de su tipo, al tiempo que la gran calidad y variedad de sus tallas hacen de él un interesantísimo testimonio de los primeros siglos del cristianismo.

## Características
Como indica la inscripción que tiene, perteneció a Junio Baso, que fue prefecto de la ciudad de Roma y falleció en el año 359 a los cuarenta y dos años de edad, siendo un neófito.
Está tallado en un solo bloque de mármol de Carrara; tiene una longitud de 234 cm y una altura de 142 cm. Beckwith lo data hacia el año 340 o en la década de 350; Bisconti precisa que se remonta al año 359.
La tumba de Junio Baso se encontraba en la colina Vaticana, en el sector noroeste de Roma. El sarcófago estuvo en las Grutas Vaticanas, bajo la basílica de San Pedro. Actualmente se encuentra expuesto en el Museo del Tesoro de San Pedro, ubicado junto a la sacristía de la basílica.

## Iconografía

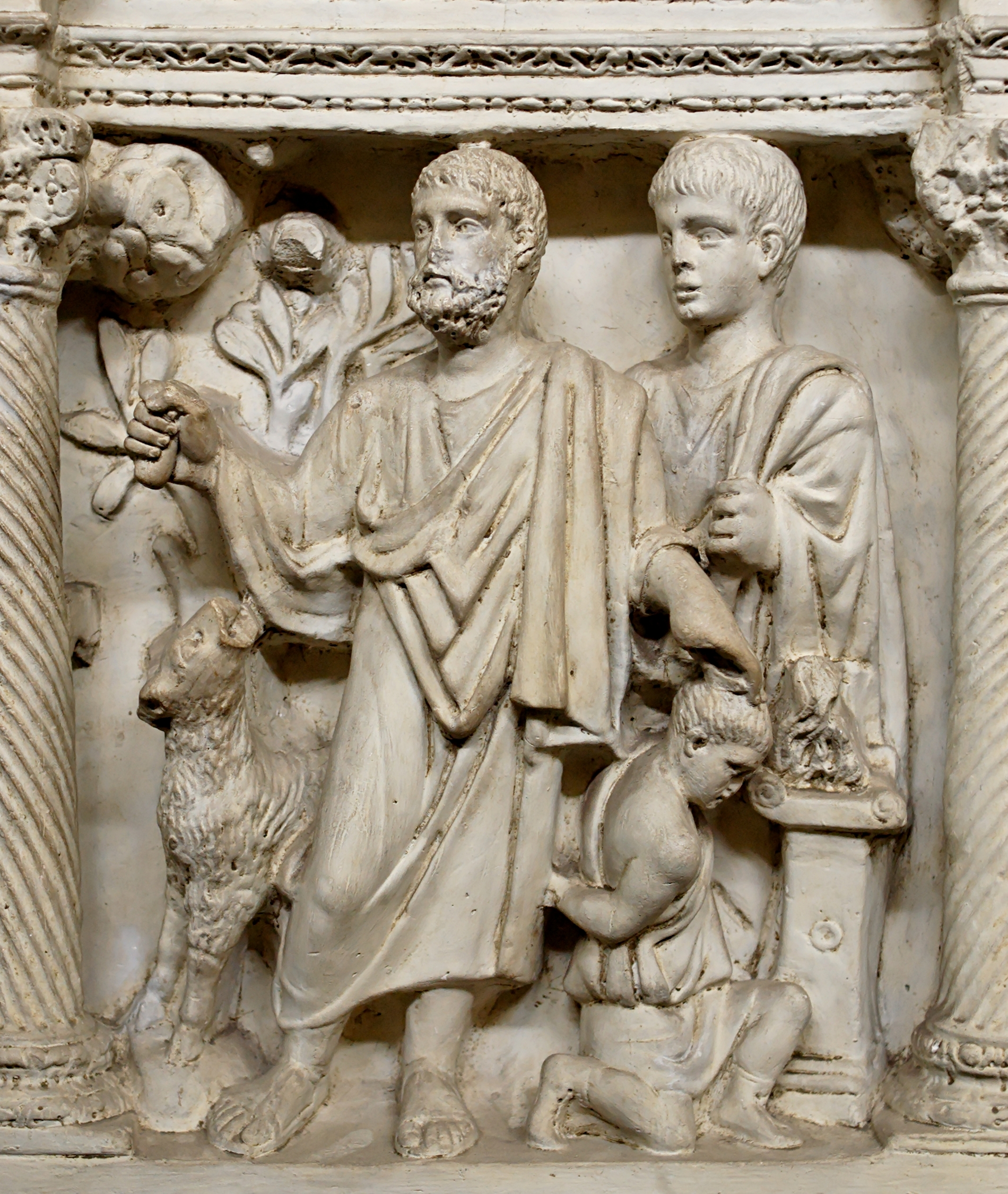
El sacrificio de Isaac, la primera escena del registro superior.

Las décadas centrales del siglo IV d. C. constituyeron el momento de máximo esplendor de los sarcófagos romanos, ejemplificado por el Sarcófago de los hermanos, el Sarcófago dogmático y este Sarcófago de Junio Baso. El de Junio Baso representa además la síntesis de la tradición estilística «de columnas», en la cual las distintas escenas se organizan en un claro marco arquitectónico, y la «de friso» (en este caso doble), que presentaba muchas y variadas escenas sin organización espacial clara. Así, los altorrelieves de su parte delantera se disponen en dos filas superpuestas separados por seis pequeñas columnas en cada una, que delimitan y enmarcan las diez escenas.
En este sarcófago aparecen temas surgidos con anterioridad y temas nuevos. Al separarse las distintas escenas mediante columnas no se produce «contaminación» entre unos temas y otros. Las figuras ganan en plasticidad y hay un evidente sentido del espacio.
Como rasgos temáticos relevantes destacan:[cita requerida]
- Cristo entrega o anuncia la Nueva Ley. Pedro y Pablo serían sus pilares básicos. De ahí la presencia muy significativa de ambas figuras.
- El «emperador de Roma» es una referencia representativa clara. Esto se observa, al menos, en dos escenas: en la parte superior, cuando Cristo se sitúa entre Pedro y Pablo, se le representa como si fuese un «rey»; en la parte inferior, la «entrada en Jerusalén» evoca las celebraciones que tenían lugar en Roma cuando un general o el propio emperador eran recibidos triunfalmente por la ciudad.

El sarcófago presenta dos filas, que las doce columnitas dividen en las siguientes diez escenas del Antiguo y Nuevo Testamento:
- Fila superior (de izquierda a derecha):
  - El sacrificio de Isaac.[8]
  - El prendimiento de Pedro.[9]
  - Escena central: Cristo entronizado entre Pedro y Pablo,[1] y con los pies apoyados en la bóveda celestial extendida por Caelus, la divinidad celeste romana[2] que se consideraba principal.[10] Cristo es representado joven e imberbe, entregando las leyes a Pedro (traditio legis).[2]
  - El prendimiento de Jesús, quien aparece entre dos soldados,[9] nuevamente joven e imberbe.
  - Poncio Pilato lavándose las manos frente a su fortaleza.[11] Estas dos últimas escenas pueden leerse en conjunto como Jesús ante Pilatos.[12]
- Fila inferior (de izquierda a derecha):
  - Job el leproso.[13]
  - Adán y Eva; el pecado original.[9]
  - Escena central: la entrada de Jesús en Jerusalén.[14]
  - Daniel en el foso de los leones.[9]
  - El apresamiento de Pablo.[9]